# Манґанозит
Манґанозит (рос. манганозит; англ. manganosite; нім. Manganosit m) — мінерал, оксид манґану координаційної будови.

## Склад і властивості
Хімічна формула: MnO.
Містить (%): MnO — 77,44; О — 22,56.
Домішки: Fe, Mg, Zn.
Ізоструктурний з ґалітом.
Форми виділення: октаедричні кристали, іноді доповнені гранями куба або додекаедра, а також неправильні зерна та суцільні маси.
Сингонія кубічна.
Густина 5,0-5,4.
Твердість 5,6-6,0.
Колір смарагдово-зелений до чорного.
Риса коричнева.
Прозорий.
Блиск скляний.
Утворюється в умовах високих температур у різко відновних умовах при недостачі SiO2.
Зустрічається з франклінітом, вілемітом, цинкітом.
Знайдений разом з іншими манґановими мінералами в районі Франкліна (штат Нью-Джерсі, США) та поблизу Лонґбану і Нордмаркену (Швеція).
Рідкісний.
Від лат. «manganum» — манґан. (C.W.Blomstrand, 1874).